# Evan Lysacek

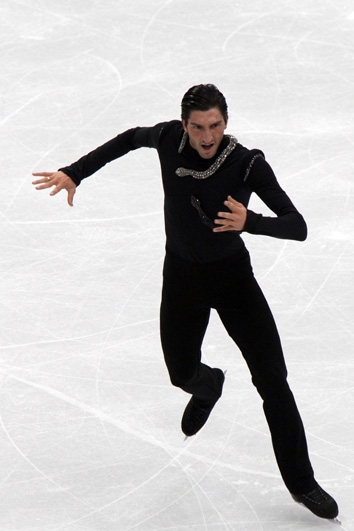
Lysacek under olympiska vinterspelen 2010.

Evan Frank Lysacek född 4 juni 1985 i Chicago är en amerikansk konståkare.

## Tävlingsframgångar
| Tävling\placering                         | 2000-2001 | 2001-2002 | 2002-2003 | 2003-2004 | 2004-2005 | 2005-2006 | 2006-2007 | 2007-2008 | 2008–2009 | 2009–2010 |
| ----------------------------------------- | --------- | --------- | --------- | --------- | --------- | --------- | --------- | --------- | --------- | --------- |
| Olympiska vinterspelen                    |           |           |           |           |           | 4:a       |           |           |           | 1:a       |
| VM i Konståkning                          |           |           |           |           | 3:e       | 3:e       | 5:a       |           | 1:a       |           |
| 4CC i Konståkning                         |           |           | 10:a      | 3:e       | 1:a       |           | 1:a       | 3:e       | 2:a       |           |
| Junior-VM i Konståkning                   | 2:a       |           | 2:a       | 2:a       |           |           |           |           |           |           |
| USA nationella mästerskapen i Konståkning | 12:a      | 12:a      | 7:a       | 5:a       | 3:e       | 2:a       | 1:a       | 1:a       | 3:e       |           |
| Grand Prix Final                          |           |           |           |           |           |           |           | 3:e       |           | 1:a       |
| Skate America                             |           |           |           |           |           | 2:a       | 2:a       | 2:a       | 3:e       | 1:a       |